# 阿莫达非尼
阿莫达非尼是由Celphalon制药公司研制的兴奋剂药物，在2007年6月15日被FDA批准。阿莫达非尼是外消旋的药物莫达非尼中具有活性成分的的(−)-(R)-对映异构物。

## 参看
- 莫达非尼